# Irina Kalínina
Irina Kalínina (Penza, Unión Soviética, 8 de febrero de 1959) es una clavadista o saltadora de trampolín soviética especializada en trampolín de 3 metros, donde consiguió ser campeona mundial en 1975 y medallista de oro en los Juegos Olímpicos de Moscú 1980.

## Carrera deportiva
- En el Campeonato Mundial de Natación de 1973 celebrado en Belgrado (Yugoslavia), ganó la medalla de bronce en la plataforma de 10 metros, con una puntuación de 381 puntos, tras la sueca Ulrika Knape (oro con 406 puntos) y la checoslovaca Milena Duchková (plata con 387 puntos).

- Dos años después, en el Campeonato Mundial de Natación de 1975 celebrado en Cali ganó el oro en el trampolín de 3 metros, con una puntuación de 489 puntos, por delante de su compatriota Tatyana Bolynkina  (plata con 473 puntos) y la estadounidense Christine Loock; y también ganó medalla de plata en la plataforma de 10 metros, tras la estadounidense Janet Ely.

- Tres años después, en el Campeonato Mundial de Natación de 1978 celebrado en Berlín fue la ganadora indiscutible al vencer en las dos pruebas de saltos: el trampolín de 3 metros y la plataforma de 10 metros.